# Sebastijan Glavinić
Sebastijan Glavinić (Pićan, prije 18. siječnja 1632. – Slovenske Konjice, 5. prosinca 1697. (Sv. Ivan kod Gojniškog vrha u Štajerskoj, 1698.), hrvatski katolički svećenik, senjsko-modruški biskup, diplomatski prevoditelj i pisac stihova na latinskom. Pranećak je hrvatskog pisca i povjesničara Franje Glavinića.

## Životopis
Rođen u obitelji hrvatskih doseljenika iz Bosne Nikole zvanog Sfožer, iz starog hrvatskog plemićkog roda podrijetlom iz Bosne (Glamoč), Glavinića, koji se spominju i u selu Dupčanima i selu Bužanima, u Buškoj župi.
Školovao se u franjevačkom samostanu na Trsatu. U Grazu, Beču i Trnavi pohađao studij filozofije i teologije. Zaredio se za svećenika 1660. godine. Bečki dvor se 1661. spremao uputiti ruskom caru u Moskvu izaslanstvo radi posredovanja u rusko-poljskom izmirenju. Na preporuku grofa Ivana Ferdinanda Porcije, odgojitelja cara Leopolda I., Glavinić je izabran u to poslanstvo kao tumač i duhovnik. Po povratku 1662. sastavio je na nagovor papinskog nuncija u Beču kardinala Scipiona Pannochieschija d’Elcea sastavio opsežno Izvješće o stanju u Moskovskoj državi s pismom caru Leopoldu I. (Relatio de rebus Moscoviticis cum epistola ad Leopoldum I imp.), u kojem je opisao put u Rusiju i tamošnje gospodarske i vjerske prilike. Nakon toga boravi u Beču kao tumač ruskoga jezika, a od 1664. do 1677. bio je dvorski kapelan.
Car Leopold I. ga je obilato darovao za zasluge: dobio je nadžupu sv. Jurja u Slovenskim Konjicama kao dar od cara Leopolda I. i ondje je proveo dva desetljeća, 1668. dodijelio mu je naslov plemića od Glamoča, 1689. godine nakon smrti prethodnog biskupa H. Dimitrija imenovao ga je za biskupa senjsko-modruškog što je potvrdio sljedeće godine papa Aleksandar VIII., a svečano posvećen za biskupa je u Beču 1991. godine. Iz tog zlatnog doba Sebastijana Glavinića datira Glavinićev elogij na latinskom u čast Ivana Belostenca koji je sastavio prigodom proslave Belostenčeva zlatomisničkog jubileja. Belostenec ga je upisao u svoj rječnik Gazophylacium.
Za nadžupnikovanja u Slovenskim Konjicama mnogo je Glavinić učinio za tamošnju crkvu. Uz odobrenje akvilejskog patrijarha ustanovio samostalne vikarijate u Zrečama i u Ločama te obnavljao crkve i oltare.
I u Hrvatskoj je mnogo radio za crkvu. Radio je na na obnovi vjerskoga života na području svoje netom dobivene biskupije (1690.), zbog čega je poticao pastoralni rad i obnovu crkvenih objekata, ne mareći za komorske zakupnike zrinskih i frankapanskih posjeda koji su se i zloporabama upletali u crkvena područja (postavljanje svećenika, prisvajanja crkvi i biskupu pripadajućih prihoda), nego se smjelo sukobljavao s njima. Netom oslobođena (1689.) od Osmanlija hrvatska područja, Like i Krbave, pripojena su njegovoj dijecezi 1691. godine.
Čini se da se Glavinić zauzimao da se njegova biskupija ponovno podredi primasu splitske crkve, pod čiju je jurisdikciju pripadala u prošlosti. Budući da je područje bilo tek oslobođeno, nedostajalo je katoličkih svećenika, zbog čega je od Kongregacije za širenje vjere tražio isusovačke misionare i financijsku potporu, što mu nije udovoljeno, pa se obratio kapucinskom samostanu u Rijeci. U novooslobođene krajeve slao je svećenike, od ističu se imena popa Marka Mesića i redovnika Marina Senjanina i Marka Domazetovića. 
Zbog smjelog sukobljavanja s komorskim zastupnicima, žalio se caru, kojem se nije svidjela Glavinićeva samostalnost u djelovanju pa ga je ukorio, a kad je sudskom parnicom dobio tužbu protiv careve odluke, pao je u nemilost dvora. Godine 1692. posvetio je crkvicu u Jezeranama.
Prema istraživanjima starijih autora (Radoslava Lopašića i Nade Klaić), sastavio je opis Like i Krbave (Kratak i sažet opis Like i Krbave, dviju županija Kraljevine Hrvatske – Brevis et compendiosa duorum Comitatuum Regni Croatiae Licae et Corbaviae descriptio), a novija istraživanja (M. Bogović) to poriču. U tom djelu zabilježeno je stanje u Lici i Krbavi, rezultati misionarskog djelovanja te povijesne zanimljivosti iz pojedinih mjesta i naselja, poput glagoljske tiskare u Kosinju i brevijarima koji su u njoj tiskani.
Potkraj života bio je narušena zdravlja. Htio je biti pokopan na Trsatu, ali su se franjevci tome usprotivili. Na putu prema Beču ustavio se u svojoj staroj župi u Slovenskim Konjicama gdje je i umro, a pokopan je u tamošnjoj crkvi sv. Jurja.

## Vanjske poveznice
- Izvješće Sebastijana Glavinića 1695.godine